# Malungon
Malungon (Bayan ng Malungon) är en kommun i Filippinerna. Kommunen ligger på ön Mindanao, och tillhör provinsen Sarangani. Folkmängden uppgår till 93 232 invånare.

## Barangayer
Malungon är indelat i 31 barangayer.
| - Alkikan - Ampon - Atlae - Banahaw - Banate - B'Laan - Datal Batong - Datal Bila - Datal Tampal - J.P. Laurel - Kawayan | - Kibala - Kiblat - Kinabalan1 - Lower Mainit - Lutay - Malabod - Malalag Cogon - Malandag - Malungon Gamay - Nagpan | - Panamin - Poblacion - San Juan - San Miguel - San Roque - Talus - Tamban - Upper Biangan - Upper Lumabat - Upper Mainit |

## Bildgalleri

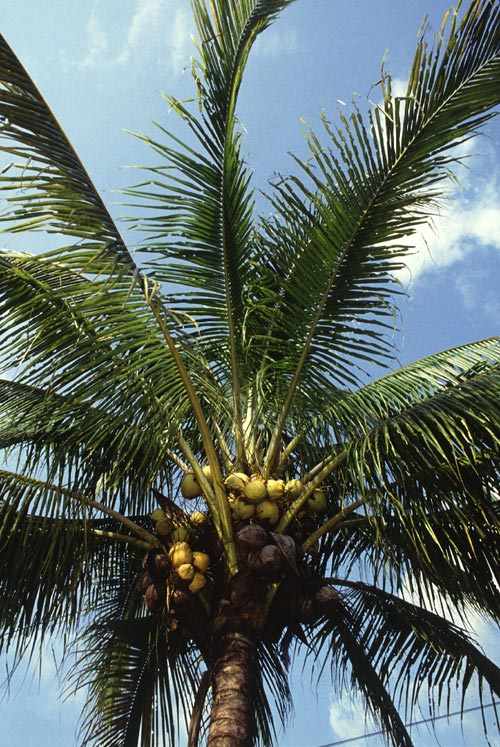